# Saison 2019 de l'équipe cycliste Arkéa-Samsic
La saison 2019 de l'équipe cycliste Arkéa-Samsic est la quinzième de cette équipe.

## Préparation de la saison 2019

### Sponsors et financement de l'équipe
L'équipe cycliste Arkéa-Samsic est gérée par la société Pro Cycling Breizh. Elle porte les noms de ses deux principaux sponsors, le groupe de bancassurance Crédit mutuel Arkéa et la société de services aux entreprises Samsic. De 2016 à 2018, le sponsor principal de l'équipe était Fortuneo, filiale d'Arkéa. Cette dernière souhaite accroître sa notoriété par le sponsoring sportif et s'est notamment engagée en 2018 dans le rugby avec l'Union Bordeaux Bègles. Arkéa est liée à l'équipe cycliste jusqu'au 31 décembre 2020,. Samsic, sponsor-titre de l'équipe depuis 2018, est également engagée jusqu'à cette date. Les deux entreprises comme l'équipe sont basées en Bretagne. Avec l'arrivée d'Arkéa, le budget de l'équipe croît, passant « de 8 à près de 10 millions d'euros ». Cela lui permet de se porter candidate à une licence World Tour en 2020, plutôt qu'en 2021 comme l'envisageait ses dirigeants.

### Arrivées et départs
| Arrivées      | Équipe 2018     |
| ------------- | --------------- |
| André Greipel | Lotto-Soudal    |
| Alan Riou     | Pays de Dinan   |
| Connor Swift  | Madison Genesis |
| Robert Wagner | LottoNL-Jumbo   |

| Départs                   | Équipe 2019    |
| ------------------------- | -------------- |
| Michael Carbel Svendgaard | Waoo           |
| Armindo Fonseca           | retraite       |
| Arnaud Gérard             | retraite       |
| Sindre Lunke              | Riwal-Readynez |
| Pierre-Luc Périchon       | Cofidis        |

## Coureurs et encadrement technique

### Effectif

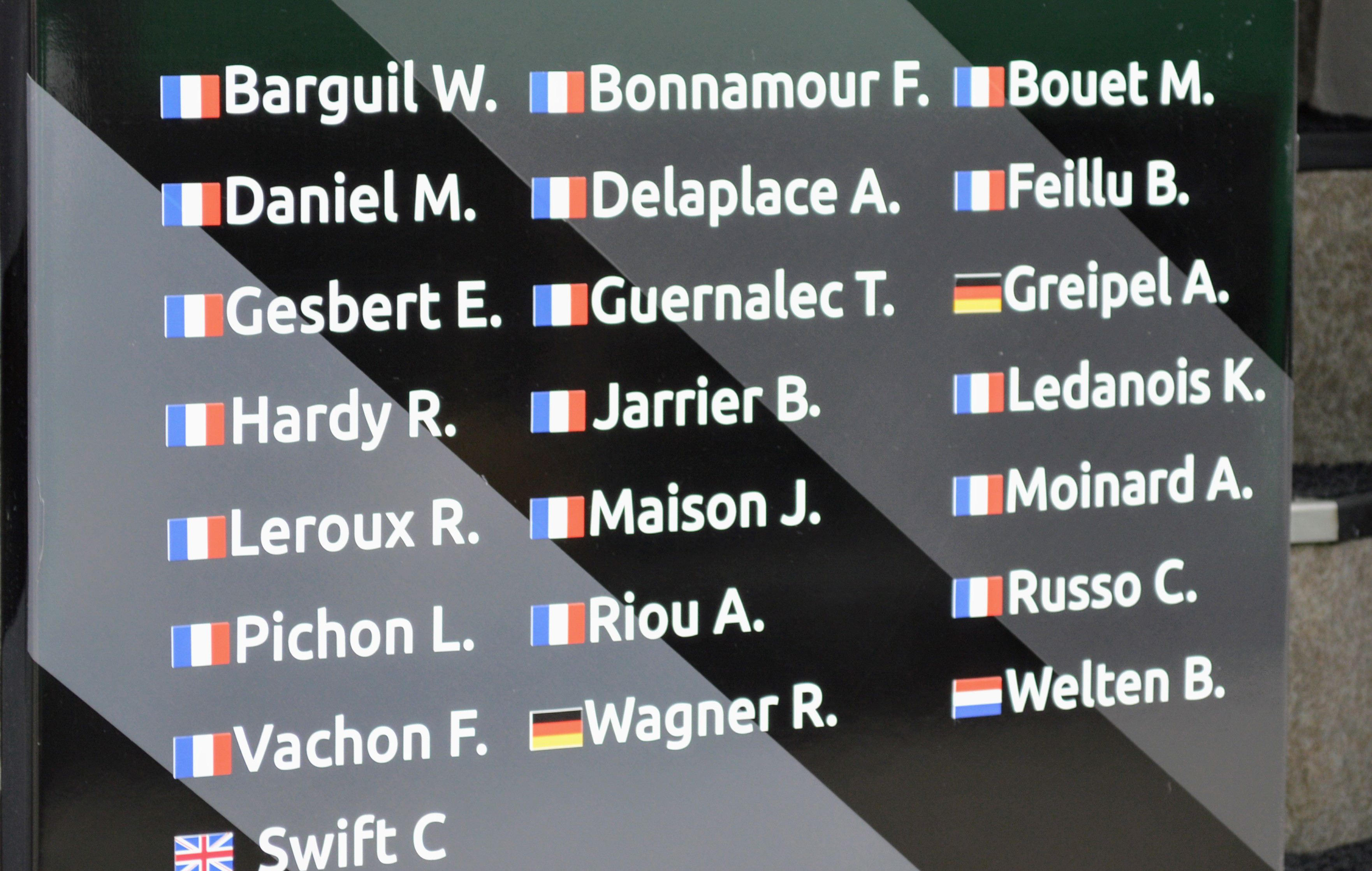
Effectif saison 2019 inscrit sur le bus de l'équipe

| Cycliste                  | Date de naissance | Nationalité | Équipe 2018                        |  |
| ------------------------- | ----------------- | ----------- | ---------------------------------- |  |
| Warren Barguil            | 28 octobre 1991   | France      | Fortuneo-Samsic                    |  |
| Franck Bonnamour          | 20 juin 1995      | France      | Fortuneo-Samsic                    |  |
| Maxime Bouet              | 3 novembre 1986   | France      | Fortuneo-Samsic                    |  |
| Maxime Daniel             | 5 juin 1991       | France      | Fortuneo-Samsic                    |  |
| Anthony Delaplace         | 11 septembre 1989 | France      | Fortuneo-Samsic                    |  |
| Brice Feillu              | 26 juillet 1985   | France      | Fortuneo-Samsic                    |  |
| Élie Gesbert              | 1er juillet 1995  | France      | Fortuneo-Samsic                    |  |
| André Greipel             | 16 juillet 1982   | Allemagne   | Lotto-Soudal                       |  |
| Thibault Guernalec        | 31 juillet 1997   | France      | Pays de Dinan puis Fortuneo-Samsic |  |
| Romain Hardy              | 24 août 1988      | France      | Fortuneo-Samsic                    |  |
| Benoît Jarrier            | 1er février 1989  | France      | Fortuneo-Samsic                    |  |
| Kévin Ledanois            | 13 juillet 1993   | France      | Fortuneo-Samsic                    |  |
| Romain Le Roux            | 3 juillet 1992    | France      | Fortuneo-Samsic                    |  |
| Jérémy Maison             | 21 juillet 1993   | France      | Fortuneo-Samsic                    |  |
| Amaël Moinard             | 2 février 1982    | France      | Fortuneo-Samsic                    |  |
| Laurent Pichon            | 19 juillet 1986   | France      | Fortuneo-Samsic                    |  |
| Alan Riou                 | 2 avril 1997      | France      | Pays de Dinan                      |  |
| Clément Russo             | 20 janvier 1995   | France      | Fortuneo-Samsic                    |  |
| Connor Swift              | 30 octobre 1995   | Royaume-Uni | Madison Genesis                    |  |
| Florian Vachon            | 2 janvier 1985    | France      | Fortuneo-Samsic                    |  |
| Robert Wagner             | 17 avril 1983     | Allemagne   | LottoNL-Jumbo                      |  |
| Bram Welten               | 29 mars 1997      | Pays-Bas    | Fortuneo-Samsic                    |  |
| Stagiaire                 | Date de naissance | Nationalité | Équipe 2019                        |  |
| Aurélien Doléatto         | 20 mars 1997      | France      | Bourg-en-Bresse Ain Cyclisme       |  |
| Maxime Jarnet             | 6 septembre 1999  | France      | EC Saint-Etienne Loire             |  |
| Florentin Lecamus-Lambert | 13 mai 1999       | France      | Team Pays de Dinan                 |  |

## Bilan de la saison

### Victoires
| Date     | Course                                                | Pays    | Classe              | Vainqueur      |
| -------- | ----------------------------------------------------- | ------- | ------------------- | -------------- |
| 26 janv. | 3e étape du Tropicale Amissa Bongo                    | Gabon   | UCI Africa Tour 2.1 | André Greipel  |
| 12 mai   | 6e étape du Tour de la communauté de Madrid           | Espagne | UCI Europe Tour 2.1 | Maxime Daniel  |
| 12 mai   | Classement général du Tour de la communauté de Madrid | Espagne | UCI Europe Tour 2.1 | Clément Russo  |
| 20 juin  | 1re étape du Tour de Savoie Mont-Blanc                | France  | UCI Europe Tour 2.2 | Romain Hardy   |
| 30 juin  | Championnat de France sur route                       | France  | NC                  | Warren Barguil |

### Résultats sur les courses majeures
Les tableaux suivants représentent les résultats de l'équipe dans les principales courses du calendrier international (les cinq classiques majeures et les trois grands tours). Pour chaque épreuve est indiqué le meilleur coureur de l'équipe, son classement ainsi que les accessits glanés par Arkéa-Samsic sur les courses de trois semaines.

#### Classiques
| Classique            | Milan-San Remo | Tour des Flandres | Paris-Roubaix       | Liège-Bastogne-Liège | Tour de Lombardie |
| -------------------- | -------------- | ----------------- | ------------------- | -------------------- | ----------------- |
| Coureur (classement) | Non invitée    | Non invitée       | Clément Russo (46e) | Romain Hardy (96e)   | Non invitée       |

#### Grands tours
| Grand tour           | Tour d'Italie | Tour de France       | Tour d'Espagne |
| -------------------- | ------------- | -------------------- | -------------- |
| Coureur (classement) | Non invitée   | Warren Barguil (10e) | Non invitée    |
| Accessits            |               |                      |                |